# Hauts-Sarts
Hauts-Sarts is een bedrijventerrein in de gemeente Herstal in het noorden van de provincie Luik. Het bedrijventerrein ligt gesitueerd tussen de E40 en E313. Het profiteert van zijn goede ligging, kortbij de grote verkeersslagaders de autowegen naar Aken-Keulen, Brussel, Antwerpen, Maastricht, Luxemberg en Parijs. Met een oppervlakte van ongeveer 450 hectare en 289 bedrijven is het het grootste bedrijventerrein in de provincie Luik beheerd door SPI+.

## Grootste bedrijven
- KitoZyme
- Mecamold, onderdeel van Bridgestone
- Network Research Belgium (NRB)
- Safran Aero Boosters
- Technical Airborne Components Industries (TAC)